# كايل ميرفي (دراج)
كايل ميرفي (بالإنجليزية: Kyle Murphy)‏ (و. 1991  م) هو راكب دراجة هوائية أمريكي.

## سباقات أو مراحل فاز بها
| التاريخ        | السباق                                                       | المركز                                          |
| -------------- | ------------------------------------------------------------ | ----------------------------------------------- |
| 23 أغسطس 2015  | يو إس إيه برو تشالنج 2015                                    | الثالث في تصنيف الجبال                          |
| 02 أبريل 2017  | 2017 Joe Martin Stage Race                                   | السادس في التصنيف العام                         |
| 22 أبريل 2018  | طواف غيلا 2018                                               | المركز الثالث                                   |
| 12 أغسطس 2018  | طواف يوتا 2018                                               | الثامن في تصنيف النقاط                          |
| 21 أبريل 2019  | طواف تركيا الرئاسي 2019                                      | العاشر في التصنيف العام                         |
| 18 أغسطس 2019  | طواف يوتا 2019                                               | السادس في التصنيف العام، الثامن في تصنيف الجبال |
| 12 أكتوبر 2020 | برويبا فيلافرانسا دي أورديزيا 2020                           | المركز الثاني                                   |
| 20 يونيو 2021  | سباق الطريق للرجال في بطولة الولايات المتحدة على الطريق 2021 | المركز الثالث                                   |
| 01 أغسطس 2021  | دويتشلاند تور 2021                                           | الخامس في تصنيف الجبال                          |
| 15 أغسطس 2021  | فولتا البرتغال 2021                                          | العاشر في تصنيف الجبال، الرابع في تصنيف النقاط  |
| 13 فبراير 2022 | طواف أنطاليا 2022                                            | الخامس في التصنيف العام                         |
| 26 يونيو 2022  | سباق الطريق للرجال في بطولة الولايات المتحدة على الطريق 2022 | الفائز في التصنيف العام                         |
| 21 مايو 2023   | 2023 Joe Martin Stage Race                                   | المركز الثالث                                   |

## روابط خارجية
- كايل ميرفي على موقع الاتحاد الدولي للدراجات (الإنجليزية)
- كايل ميرفي على موقع أرشيف الدراجات (الإنجليزية)
- كايل ميرفي على موقع إحصائيات الدراجات الإحترافية (الإنجليزية)
- كايل ميرفي على موقع نسبة الدراجات (الإنجليزية)